# Cavendishia awa
Cavendishia awa är en ljungväxtart som beskrevs av J. L. Luteyn. Cavendishia awa ingår i släktet Cavendishia och familjen ljungväxter. Inga underarter finns listade i Catalogue of Life.